# Arrondissement de Freising
L'arrondissement de Freising est un arrondissement  (Landkreis en allemand) de Bavière   (Allemagne) situé dans le district (Regierungsbezirk en allemand) de Haute-Bavière. 
Son chef lieu est Freising.

## Villes, communes & communautés d'administration
(nombre d'habitants en 2006)
| Städte 1. Freising, Große Kreisstadt (45 177) 2. Moosburg an der Isar (17 492) Märkte 1. Au in der Hallertau (5 593) 2. Nandlstadt (4 974) Gemeinden 1. Allershausen (4 878) 2. Attenkirchen (2 627) 3. Eching (13 077) 4. Fahrenzhausen (4 600) 5. Gammelsdorf (1 556) 6. Haag an der Amper (2 897) 7. Hallbergmoos (8 850) 8. Hohenkammer (2 269) 9. Hörgertshausen (1 907) 10. Kirchdorf an der Amper (2 695) 11. Kranzberg (3 904) 12. Langenbach (3 881) 13. Marzling (3 008) 14. Mauern (2 736) 15. Neufahrn bei Freising (18 837) 16. Paunzhausen (1 548) 17. Rudelzhausen (3 211) 18. Wang (2 393) 19. Wolfersdorf (2 400) 20. Zolling (4 182) | Verwaltungsgemeinschaften 1. Allershausen avec les communes membres - Allershausen (4 878) - Paunzhausen (1 548) 2. Mauern avec les communes membres - Gammelsdorf (1 556) - Hörgertshausen (1 907) - Mauern (2 736) - Wang (2 393) 3. Zolling avec les communes membres - Attenkirchen (2 627) - Haag an der Amper (2 897) - Wolfersdorf (2 400) - Zolling (4 182) |